# Linz International School Auhof

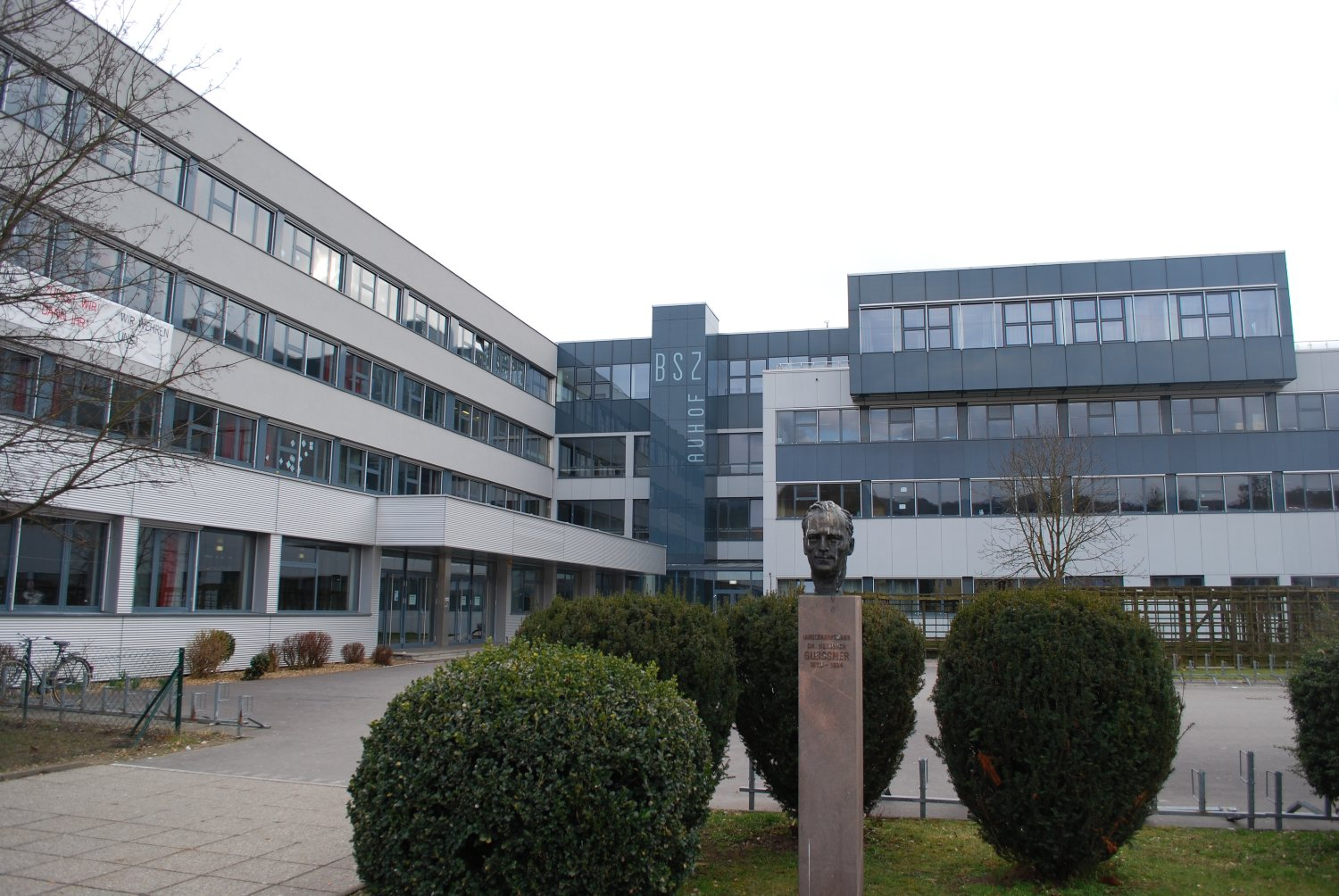
Bundesschulzentrum Auhof

Die Linz International School Auhof (LISA) wurde 1992 als bilingualer Zweig des Europagymnasiums Auhof gegründet.
Englisch ist Unterrichtssprache in allen Fächern ab der ersten Klasse (fünfte Schulstufe). Die Schüler lernen Englisch durch Immersion in einem englischsprachigen Umfeld.

## Rechtlicher Status
Im Gegensatz zu anderen internationalen Schulen wird die Linz International School Auhof öffentlich und nicht privat geführt. Zur Finanzierung von Leistungen, die über das vom Schulerhalter vorgesehene Budget hinausgehen, wurde der LISA Unterstützungsverein gegründet. Dieser verwaltet Elternbeiträge und Sponsorengelder, mit denen Honorare von Assistenten, englische Lehrmittel und verschiedene Projekte finanziert werden.

## Bildungsangebot
Die Schüler der LISA werden nach dem österreichischen Lehrplan unterrichtet, mit Ausnahme der IB-Fächer. Hier kommt der IB-Lehrplan des jeweiligen Faches zum Tragen, und der Unterricht wird als klassenübergreifendes Kurssystem geführt. Alle anderen Fächer werden weiterhin gemeinsam als Klassenverband besucht. So entsteht die Möglichkeit, sowohl Matura als auch das International-Baccalaureate-Diplom abzulegen.
Der Lehrkörper der LISA besteht aus österreichischen Lehrern und Muttersprachlern, die ihre Ausbildung an österreichischen und internationalen Universitäten abgeschlossen haben. Die fremdsprachlichen Assistenten arbeiten dabei mit österreichischen Lehrern im Team zusammen, um das anfangs unterschiedliche Englischniveau der Schüler durch gezielte Sprachförderung auszugleichen.
In allen Unterstufenklassen ist Drama (Schauspiel) eine verbindliche Übung, die zur fremdsprachlichen und rhetorischen Schulung dient. Theateraufführungen gelten als wichtige gesellschaftliche Ereignisse eines Schuljahres.
Schulprojekte werden fächer- und klassenübergreifend durchgeführt. Es finden sowohl Projektwochen mit englischsprachigen Fachleuten bzw. im englischsprachigen Ausland statt als auch Workshops mit Künstlern in den Räumen der Schule.
Die eigene Schülerbibliothek wird von den Schülern selbst verwaltet. Der Aufbau einer englischen Fachbibliothek für Schüler und Lehrer ist schon weit fortgeschritten.